# پتاسیم کبالتینیتریت
پتاسیم کبالتینیتریت (به انگلیسی: Potassium cobaltinitrite) با فرمول شیمیایی K۳[Co(NO۲)۶] (anhydrous)
K۳[Co(NO۲)۶]·1.5H۲O (sesquihydrate) یک ترکیب شیمیایی است. که جرم مولی آن ۴۵۲٫۲۶ g/mol می‌باشد. شکل ظاهری این ترکیب، بلورهای دستگاه بلوری مکعبی زرد است.